# Wilhelm Zangen
Wilhelm Zangen (* 30. September 1891 in Duisburg; † 25. November 1971 in Düsseldorf) war ein deutscher Industrieller und von 1934 bis 1957 Generaldirektor der Mannesmannröhren-Werke.

## Leben und Wirken
Der Sohn eines Maschinisten arbeitete nach einer kaufmännischen Lehre in verschiedenen Unternehmen und war von 1925 bis 1929 Vorstandsmitglied der Schieß-Defries AG in Duisburg. Dieselbe Funktion hatte er von 1929 bis 1934 bei der DEMAG. 1934 wurde Zangen zum Generaldirektor der Mannesmannröhren-Werke ernannt; diesen Posten hatte er bis 1957 inne. In der Zeit des Nationalsozialismus war er Wehrwirtschaftsführer und Leiter der Reichsgruppe Industrie und der nachgeordneten Ausfuhrgemeinschaft für Kriegsgerät.
Im Gegensatz zu verschiedenen Lexika, in denen ohne Informationsnachweis zu lesen ist, dass Zangen schon 1927 der NSDAP und der SS beitrat, belegt die NSDAP-Mitgliederkartei, die im Bundesarchiv erhalten ist, dass Zangen erst 1937 der NSDAP beitrat. Im selben Jahr erfolgte seine Ernennung zum Wehrwirtschaftsführer. Gleichzeitig war er Mitglied in der Akademie für Deutsches Recht. Ab November 1938 war er Leiter der Reichsgruppe Industrie und Vizepräsident der Industrie- und Handelskammer Düsseldorf. Zusätzlich hatte er zahlreiche Aufsichtsratposten inne. Im Sommer 1942 wurde er in die Reichsvereinigung Eisen berufen.
Zangen gilt als mitverantwortlich für die Verschleppung zahlreicher Zwangsarbeiter nach Deutschland während des Zweiten Weltkrieges, weil er unter anderem in seiner Funktion als Mitglied im Industrierat des Oberkommandos des Heeres auf ein „Arbeitskräftereservoir in Südosteuropa“ hinwies, welches für die Kriegswirtschaft auszubeuten sei.
Von Juli bis November 1945 war Zangen in einigen alliierten Internierungslagern inhaftiert und wurde später vom Düsseldorfer Entnazifizierungsausschuß als „minderbelastet“ eingestuft.
Ab 1948 war er wieder bei Mannesmann tätig. Nach seinem Ausscheiden aus der Unternehmensführung 1957 wechselte er in den Aufsichtsrat, dessen Vorsitzender er bis 1966 war.
Der früh in führende Positionen der Wirtschaft aufgestiegene Zangen nutzte ohne besondere Parteikarriere die Möglichkeiten, die die staatliche Expansion während des Nationalsozialismus der deutschen Industrie bot, als Vorsitzender der wirtschaftspolitisch gewichtigen Reichsgruppe Industrie wie als leitender Manager der Firma Mannesmann aus.
Nach dem Krieg knüpfte er mit gleichem Geschick an seine frühere Karriere in der Wirtschaft an. 1958 wurde er zum Ehrendoktor der Universität Münster ernannt und 1965 erhielt er das   Große Bundesverdienstkreuz mit Stern.

## Nachleben
Nach Wilhelm Zangen war seit 1954 im badischen Hausach eine Straße am Werksgelände benannt, das bis 1938 Teil der Wolf Netter & Jacobi-Werke war und dann unter maßgeblicher Beteiligung von Zangen durch Mannesmann „arisiert“ wurde. Durch Beschluss des Hausacher Gemeinderats wurde die Straße zum 1. Januar 2014 umbenannt.